# Aurora (Schiff, 2000)
Die Aurora ist ein Kreuzfahrtschiff der britisch-amerikanischen Carnival Corporation & plc. Sie zählt zur Flotte der Kreuzfahrtmarke P&O Cruises. Heimathafen des Schiffes ist Hamilton.

## Geschichte

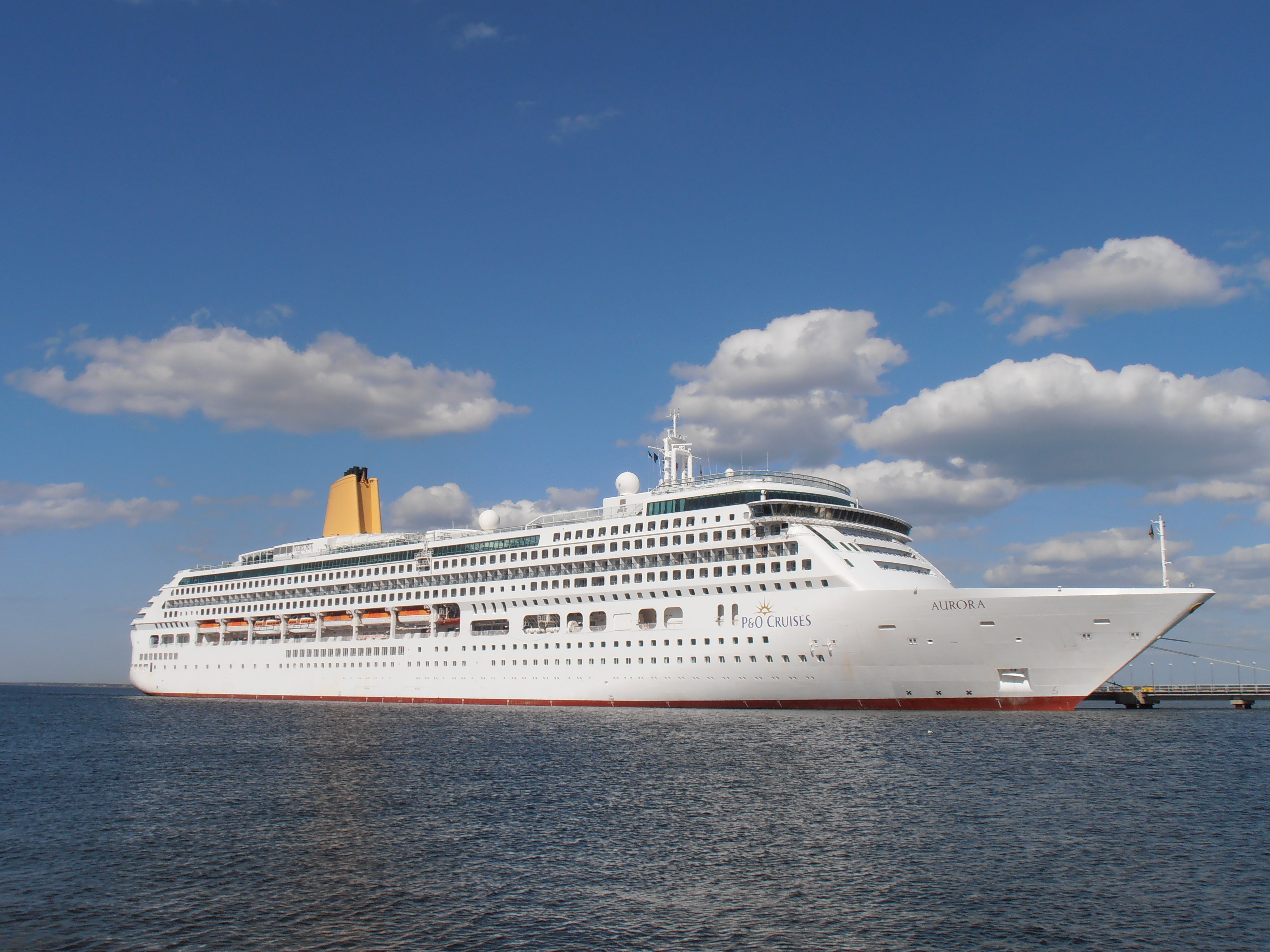
Die Aurora 2012 in Tallinn

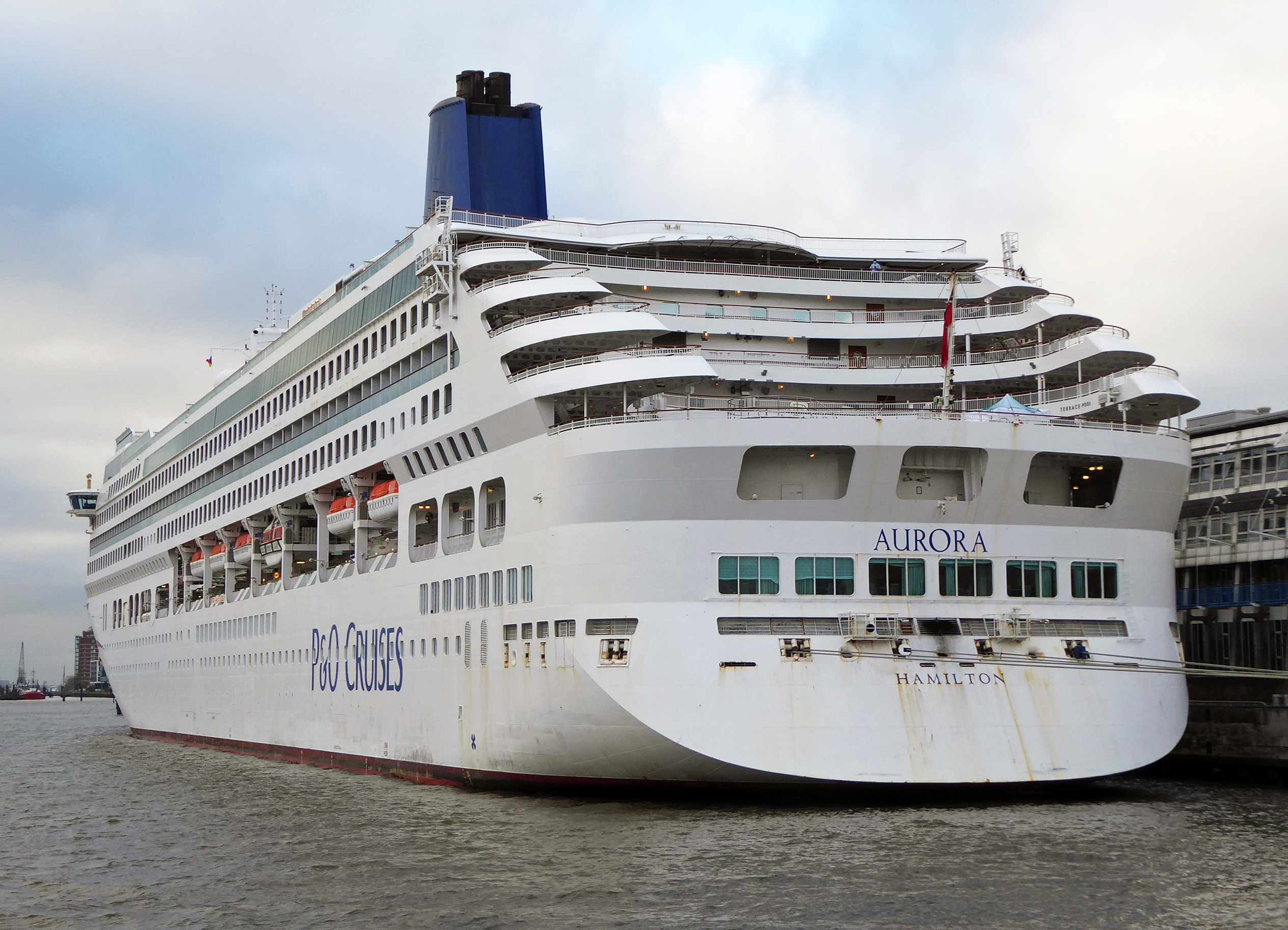
Heckansicht der Aurora 2021

Das Schiff wurde auf der Meyer-Werft in Papenburg unter der Baunummer 640 gebaut. Die Kiellegung erfolgte am 15. Dezember 1998. Am 18. Januar 2000 verließ das Schiff das Baudock. Die Emsüberführung erfolgte am 19. Februar 2000. Die Ablieferung an P&O Cruises fand am 15. April 2000 in Eemshaven statt. Am 27. April wurde das Schiff in Southampton durch Prinzessin Anne getauft und am 2. Mai 2000 in Southampton in Dienst gestellt. Das Schiff kam unter britischer Flagge mit Heimathafen London in Fahrt. Seit Dezember 2007 ist das Schiff auf den Bermudas registriert, Heimathafen ist Hamilton.
2014 wurde das Schiff für 33 Millionen Euro bei Blohm + Voss in Hamburg umgebaut. Dabei wurden auch Scrubber eingebaut und das Schiff erhielt eine neue Rumpfbemalung.
In der Nacht vom 20. auf den 21. September 2017 brach in der Nähe der Azoren im Maschinenraum ein Feuer aus.
Infolge der COVID-19-Pandemie wurde das Schiff im März 2020 in Dover aufgelegt. Nach einer zweijährigen Pause nahm das Schiff Ende Februar 2022 den Betrieb wieder auf.

## Einsatz
P&O Cruises setzt das 4-Sterne-Schiff weltweit für Kreuzfahrten ein.

## Technische Daten und Ausstattung
Der Antrieb des Schiffes erfolgt dieselelektrisch durch zwei STN/AEG-Elektromotoren mit jeweils 20.000 kW Leistung. Die Motoren wirken auf zwei Festpropeller. Das Schiff erreicht eine Geschwindigkeit von rund 24 kn. Es ist mit drei Querstrahlsteueranlagen im Bug und einer im Heck ausgerüstet. Die Querstrahlsteueranlagen werden elektrisch mit jeweils 1.500 kW Leistung angetrieben.
Die Stromerzeugung erfolgt durch vier MAN-B&W-Dieselmotoren (Typ: 14V48/60) mit jeweils 14.700 kW Leistung, die vier ABB-Generatoren antreiben.
Die Aurora verfügt über 14 Decks, wovon zehn zum Passagierbereich gehören. Es gibt 288 Innen- und 674 Außenkabinen, bei den Außenkabinen auch 421 Kabinen mit eigenem Balkon.
Das Schiff verfügt über alle Ausstattungen, die an Bord eines modernen Kreuzfahrtschiffs erwartet werden, darunter Restaurants, Bars, Bistros, Kino, Theater, Einkaufsmöglichkeiten, eine Bücherei, Casino, Nachtclub und Diskothek, Sporträume und Swimming Pools, Sauna und Wellnessangebote.